# Gustavo Carrer
Gustavo Carrer (Riva di Trento, 21 maggio 1885 – Solbiate Olona, 18 febbraio 1968) è stato un calciatore e allenatore di calcio italiano, di ruolo attaccante.

## Carriera
Nato nell'allora Trentino asburgico, fu un attaccante del Milan nel corso dei primi tre lustri della sua storia. Di origine trentina, abbandonò la terra natale giovanissimo e arrivò in Lombardia dove prese stabile residenza fra Milano e Como.
Il suo primo contatto coi rossoneri avvenne nel 1904, quando lo tesserarono e gli fecero disputare una stagione conclusasi con la repentina eliminazione per mano dell'US Milanese.
Decisamente più continua e prolifica fu la sua seconda esperienza cominciata nel 1909, quando entrò stabilmente nella linea offensiva dei meneghini per tre stagioni. Il suo rendimento gli valse pure la chiamata in Nazionale nel 1911.
Nel 1912 passò all'Inter dove non si ripeté ai suoi livelli di rendimento e, quindi, fu liberato per accasarsi al Como, squadra con la quale chiuse la carriera da calciatore per diventarne allenatore nella stagione 1914-1915.
Dette le dimissioni da Presidente della "Commissione Tecnica" alla fine della stagione 1920-1921, a causa di insanabili divergenze con la dirigenza comasca, per passare all'Esperia dove ricoprì lo stesso incarico. Lasciò anche l'Esperia, prima del 1924. Ritornò in ogni caso ad allenare la Comense nel 1926-1927, prima stagione dopo la fusione delle due società comasche.
Con il passaggio del Comitato U.L.I.C. Comasco sotto la gestione federale, nel 1927, ne fu nominato presidente, carica che resse fino al 1943, contribuendo anche alla nascita del Gruppo Arbitri Comaschi "Riella" (1928).
Morì all'età di 82 anni.

## Statistiche

### Cronologia presenze e reti in nazionale
| Cronologia completa delle presenze e delle reti in nazionale ― Italia | Cronologia completa delle presenze e delle reti in nazionale ― Italia | Cronologia completa delle presenze e delle reti in nazionale ― Italia | Cronologia completa delle presenze e delle reti in nazionale ― Italia | Cronologia completa delle presenze e delle reti in nazionale ― Italia | Cronologia completa delle presenze e delle reti in nazionale ― Italia | Cronologia completa delle presenze e delle reti in nazionale ― Italia | Cronologia completa delle presenze e delle reti in nazionale ― Italia |
| Data                                                                  | Città                                                                 | In casa                                                               | Risultato                                                             | Ospiti                                                                | Competizione                                                          | Reti                                                                  | Note                                                                  |
| --------------------------------------------------------------------- | --------------------------------------------------------------------- | --------------------------------------------------------------------- | --------------------------------------------------------------------- | --------------------------------------------------------------------- | --------------------------------------------------------------------- | --------------------------------------------------------------------- | --------------------------------------------------------------------- |
| 7-5-1911                                                              | Milano                                                                | Italia                                                                | 2 – 2                                                                 | Svizzera                                                              | Amichevole                                                            | 1                                                                     |                                                                       |
| 21-5-1911                                                             | La Chaux-de-Fonds                                                     | Svizzera                                                              | 3 – 0                                                                 | Italia                                                                | Amichevole                                                            | -                                                                     |                                                                       |
| Totale                                                                |                                                                       | Presenze                                                              | 2                                                                     |                                                                       | Reti                                                                  | 1                                                                     |                                                                       |

## Palmarès

### Calciatore

#### Club

##### Altre Competizioni
- Torneo FGNI: 1

Milan: 1905